# Герб Черкас
Герб Черкас — офіційний символ міста Черкаси. Сучасний герб міста затверджений Черкаською міською радою 11 січня 1995 року.

## Історія герба

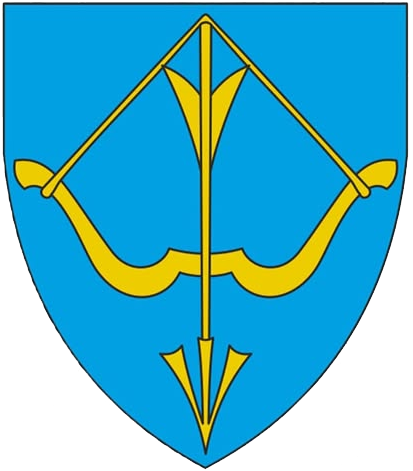
Реконструкція герба Черкас 1605 року з міської печатки

Герб Черкаського полку (1671)

Донедавна черкаський герб був відомий лише з пізнішого надання 1791 року, в якому за міський знак визначено озброєного списом вершника. Нещодавна знахідка міської печатки від 1605 року дозволила подовжити історію черкаської міської геральдики майже на два століття. Того року містяни засвідчили один із документів відтиском, на якому викарбувано ренесансний щит із напнутим луком зі стрілою.
Черкаський полк використовував печатку з гербом, де зображено булаву і шаблю навхрест.
Перший офіційний герб міста Черкаси з'явився 10 листопада 1791 року з отриманням «Привілеїв або Жалуваної грамоти». Окрім магдебурзького права, місто отримало свій герб. Герб зображував озброєного списом вершника серед срібного поля. Мундир вершника біло-червоний, штани сині, чоботи жовті, кінь — вороний, спис спрямований на  ворога.

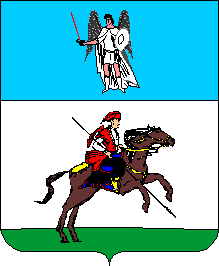
Проєкт герба 1851 року

В 1851 році був розроблений проєкт нового герба. Він зображував в срібному полі озброєного списом вершника. Мундир вершника біло-червоний, штани сині, чоботи жовті, кінь — вороний. В лазуровій голові — Київський герб. З невідомих причин затверджено було зовсім інший герб. Це сталось 26 грудня 1852 року. У верхній частині перетятого щита Київський герб. У нижній — в червоному полі срібний кінь, який скаче в лівий бік. Щит увінчаний срібною міською короною з п'ятьма вежами.
В 1864 році Б. В. Кене розробив проєкт нового герба міста. У червоному полі срібна кінська голова з чорними очима та язиком, та дві золоті підкови. У вільній частині герб Київської губернії. Щит увінчаний срібною міською короною з трьома вежами і обрамований двома золотими колосками, з'єднаний Олександрівською стрічкою. Цей проєкт так і не був затверджений, хоча вважається одним з найкращих за всю історію міста.

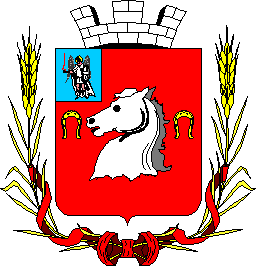
Проєкт герба 1864 року

За радянської влади перший герб був затверджений 18 вересня 1985 року рішенням 3 Сесії XIX скликання Черкаської міської ради. Щит перетятий лазуровим та червоним. У щиті — срібний вершник на срібному коні, що тримає в піднятих руках золотий сніп колосся. Під вершником — три золотих хвилі. У голові золотого картуша — чорна назва міста українською мовою, у його базі — серп та молот. Кінь — елемент історичного герба, символ степових просторів і козацтва. Вершник-юнак виражає собою образ Черкас, наймолодшого обласного центру України. Автори герба — М. Теліженко, А.Петренко та О.Костогриз.
Сучасний герб був затверджений 11 січня 1995 року рішенням 19 сесії Черкаської міської ради. У верхній частині перетятого щита в лазуровому полі стоїть козак у червоному одязі, тримаючи рушницю на плечі, з шаблею та порохівницею на поясі. У нижній частині — в червоному полі срібний кінь, який скаче в лівий бік. Козак вказує на безпосереднє відношення міста до формування козацтва в Україні. Геральдичний кінь — узагальнювальний образ, що поєднує хоробрість лева, зір орла, силу вовка, швидкість оленя, спритність лисиці, відтворюючи таким чином і якості людей, що жили в цих краях, і старовинний міський герб 1852 року. Автори герба — О. Толкушин та А. Пендюра.

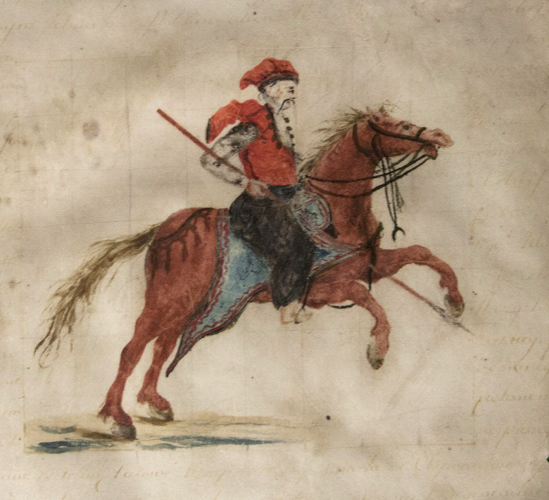
Герб міста Черкаси з королівського привілею 1791 року
Герб 1791 року (реконструкція)
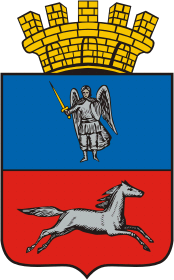
Герб 1852 року
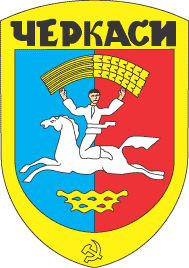
Герб 1985 року

## Використання герба

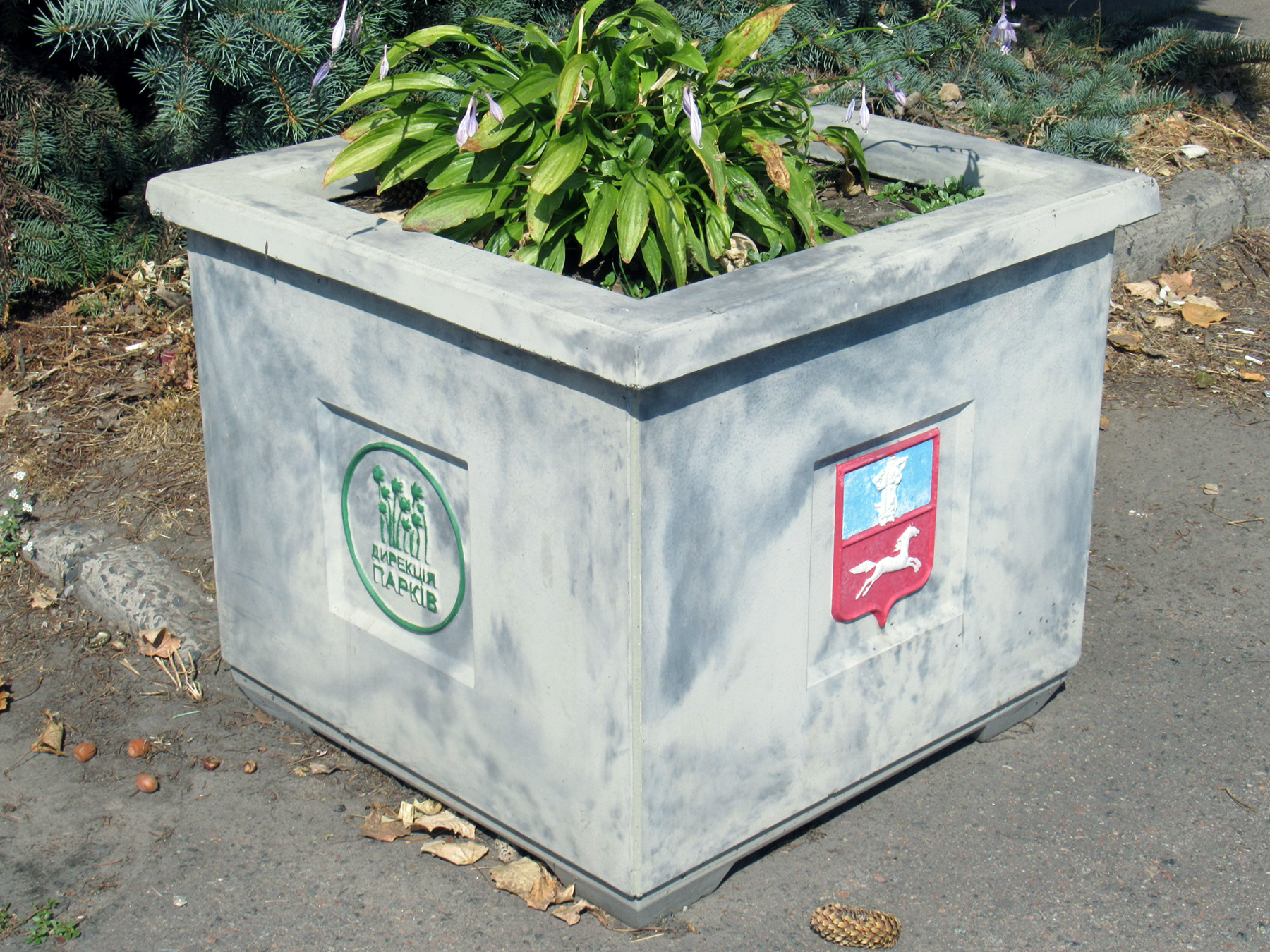
вазон з гербом у парку Перемоги
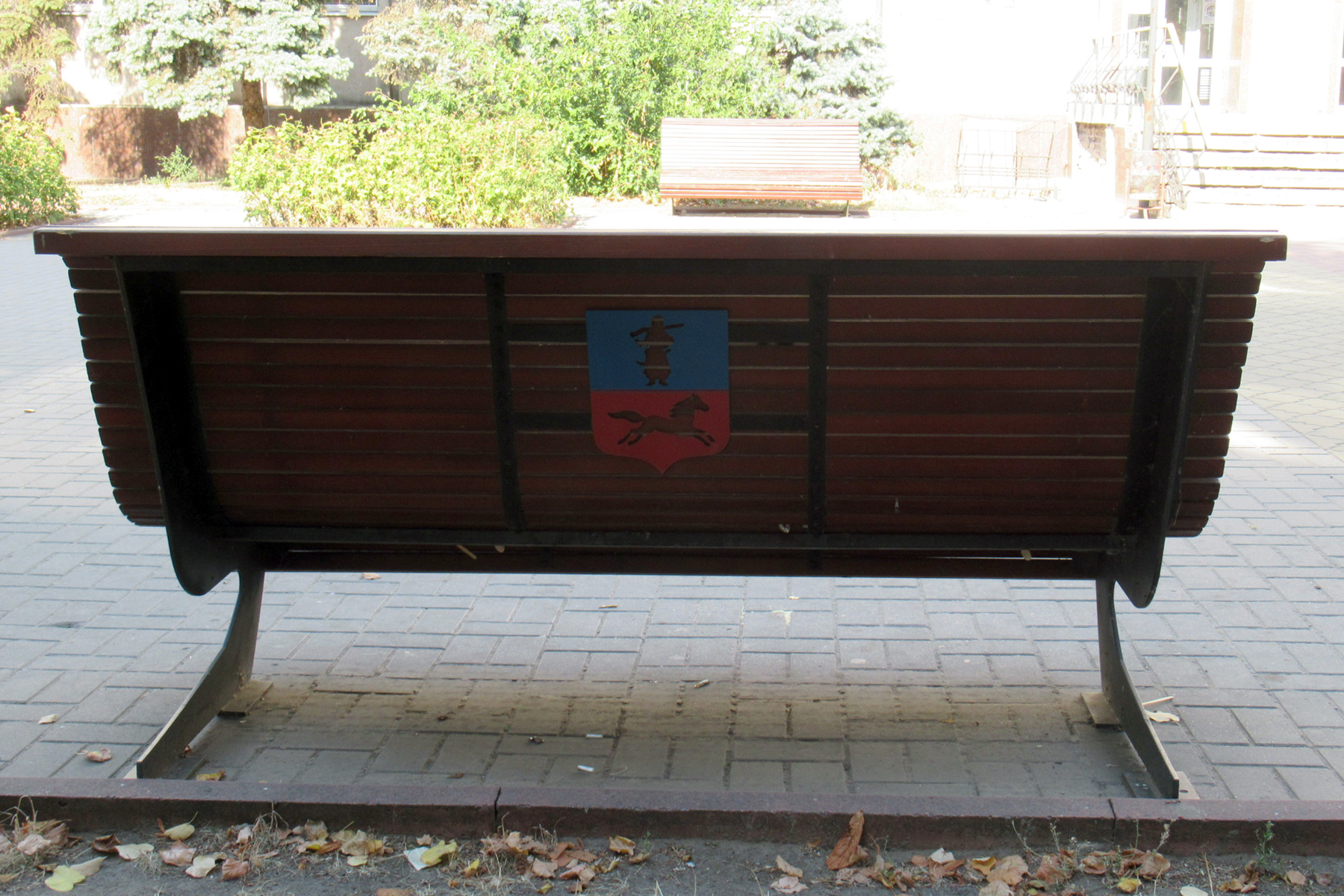
лавка з гербом